# Gamma Cephei Ab
Gamma Cephei Ab (viết tắt γ Cephei Ab, γ Cep Ab), tên chính thức Tadmor /ˈtædmɔːr/, là một hành tinh ngoại khoảng 45 năm ánh sáng đi trong chòm sao Tiên Vương. Hành tinh được xác nhận là đi vào quỹ đạo quanh Gamma Cephei A vào năm 2002, nhưng lần đầu tiên bị nghi ngờ tồn tại vào khoảng năm 1988 (khiến hành tinh này được cho là hành tinh bên ngoài Trái Đất thực sự đầu tiên được phát hiện).
Vào tháng 7 năm 2014, Liên minh Thiên văn Quốc tế đã đưa ra một quy trình đặt tên thích hợp cho các ngoại hành tinh nhất định. Quá trình liên quan đến đề cử công khai và bỏ phiếu cho các tên mới. Vào tháng 12 năm 2015, IAU đã công bố tên chiến thắng cho hành tinh này là Tadmor. Nó được đệ trình bởi Hiệp hội Thiên văn Syria và là tên Semitic cổ đại và tên tiếng Ả Rập hiện đại cho thành phố Palmyra, một Di sản Thế giới (UNESCO).

## Phát hiện và khám phá

### Tuyên bố năm 1988
Các chỉ dẫn đầu tiên của Gamma Cephei Ab đã được báo cáo vào tháng 7 năm 1988. Hành tinh này được xác định bởi một nhóm các nhà thiên văn học người Canada, được dẫn dắt bởi Bruce Campbell, Gordon Walker và Stephenson Yang, trong khi sự tồn tại của nó cũng được Anthony Lawton và P. Wright công bố vào năm 1989. Mặc dù không được xác nhận, đây sẽ là phát hiện thực sự đầu tiên của một hành tinh ngoài hệ mặt trời và nó được đưa ra giả thuyết dựa trên cùng một kỹ thuật vận tốc hướng tâm sau đó được sử dụng thành công bởi những người khác. Tuy nhiên, yêu cầu đã được rút lại vào năm 1992 do chất lượng dữ liệu không đủ tốt để thực hiện một khám phá vững chắc.

### Xác nhận năm 2002
Vào ngày 24 tháng 9 năm 2002, Gamma Cephei Ab cuối cùng đã được xác nhận. Nhóm các nhà thiên văn học (bao gồm William D. Cochran, Artie P. Hatzes và cộng sự) tại Hệ thống hành tinh và Hội thảo hình thành của họ đã công bố xác nhận sơ bộ về một hành tinh bị nghi ngờ từ lâu Gamma Cephei Ab với khối lượng tối thiểu 1,59 MJ (1,59 lần khối lượng Sao Mộc). Các thông số sau đó được tính toán lại khi phát hiện trực tiếp ngôi sao thứ cấp Gamma Cephei B cho phép các nhà thiên văn học hạn chế tốt hơn các tính chất của hệ thống. Gamma Cephei Ab di chuyển theo quỹ đạo hình elip với trục bán chính là 2.044 AU, mất gần hai năm rưỡi để hoàn thành. Độ lệch tâm là 0.115, có nghĩa là nó di chuyển giữa khoảng cách 1,81 và 2,28 AU trong khoảng cách quỹ đạo quanh Gamma Cephei A, so với Hệ Mặt Trời là hơi xa khỏi quỹ đạo của Sao Hỏa, gần đến vành đai tiểu hành tinh bên trong Hệ mặt trời.
Dữ liệu Hipparcos được lấy trong năm 2006 đã hạn chế khối lượng của nó dưới "13,3 MJ ở mức tin cậy 95% và 16,9 MJ ở mức tin cậy 99,73% (3)". Tuyên bố này không còn nhiều chỗ để tiếp tục tranh luận, nhưng nó đủ để xác minh rằng nó không phải là một sao lùn nâu hoặc đỏ vô hình khác.